# Lois & Clark
Lois y Clark: Las nuevas aventuras de Superman es una serie estadounidense de ficción para televisión (1993-1997).
Producida por Warner Bros y transmitida inicialmente en los Estados Unidos por la cadena ABC. En Latinoamérica fue transmitida por Warner Channel y en España por La 2 de TVE.
Basada en los personajes de DC Comics creados por Jerry Siegel y Joe Shuster, la serie fue en gran parte influida por la versión del personaje realizada por el escritor y dibujante John Byrne en 1986, aunque la serie hizo más énfasis en la relación entre Lois Lane y Clark Kent desde el momento en que se conocieron, hasta sus primeros meses de matrimonio.

## Argumento
Lois y Clark, las nuevas aventuras de Superman es una serie que cuenta las peculiares relaciones entre Lois, una ambiciosa periodista, y Clark, otro periodista con una doble personalidad, ya que detrás de sus gafas se esconde el Hombre de Acero.
La serie se estructura en cuatro etapas bien diferenciadas:
En la primera, Lois se encuentra con su nuevo compañero: Clark Kent, un joven de Kansas que es hijo adoptivo de unos granjeros y oculta el secreto de ser Superman, un héroe que está siendo conocido por el mundo. Poco a poco lo irá descubriendo pero hasta el momento solo son compañeros de trabajo, mientras Superman la cautiva profundamente. Eso sí, el millonario Lex Luthor será un gran obstáculo en esta relación.
En la segunda temporada, Lois empieza a mirar a Clark y a Superman con ojos distintos. Se le plantea el gran dilema de escoger a uno o a otro, aunque ya sospecha algo de la doble personalidad de Clark. No será sencillo, ya que las desilusiones los llevarán a ambos a encontrar nuevas citas a través de personajes con una participación especial. En los últimos capítulos de esta temporada Lois descubre quién es realmente Clark.
En la tercera temporada Lois y Clark viven la resolución de los conflictos que los separan y enfrentan aventuras que los unen al nivel de querer contraer matrimonio. Son momentos intensos antes de la boda y llegan hasta a dudar de ello en algún momento. A Superman se le plantea un dilema: quedarse con Lois en la Tierra o volver con los suyos a un nuevo planeta, llamado Nuevo Krypton, para ayudar a los supervivientes a construir su nuevo planeta.
En la cuarta, se resuelve todo el drama de que Superman tenía que abandonar la Tierra para irse a gobernar Nuevo Krypton. Al final los kryptonianos se dan cuenta de que Clark tiene más de terrícola que de kryptoniano y regresa a la Tierra donde lo tiene todo: Lois. Y a partir de ahí viene el capítulo más esperado por todos, el de la boda entre Lois y Clark. Eso sí, este ciclo tiene un final de lo más inesperado y que deja muchos interrogantes abiertas, las que años más tarde fueron resueltas por los productores del show, mas no existe material audiovisuales que resuelva esas inquietudes que plantearon.

## Personajes

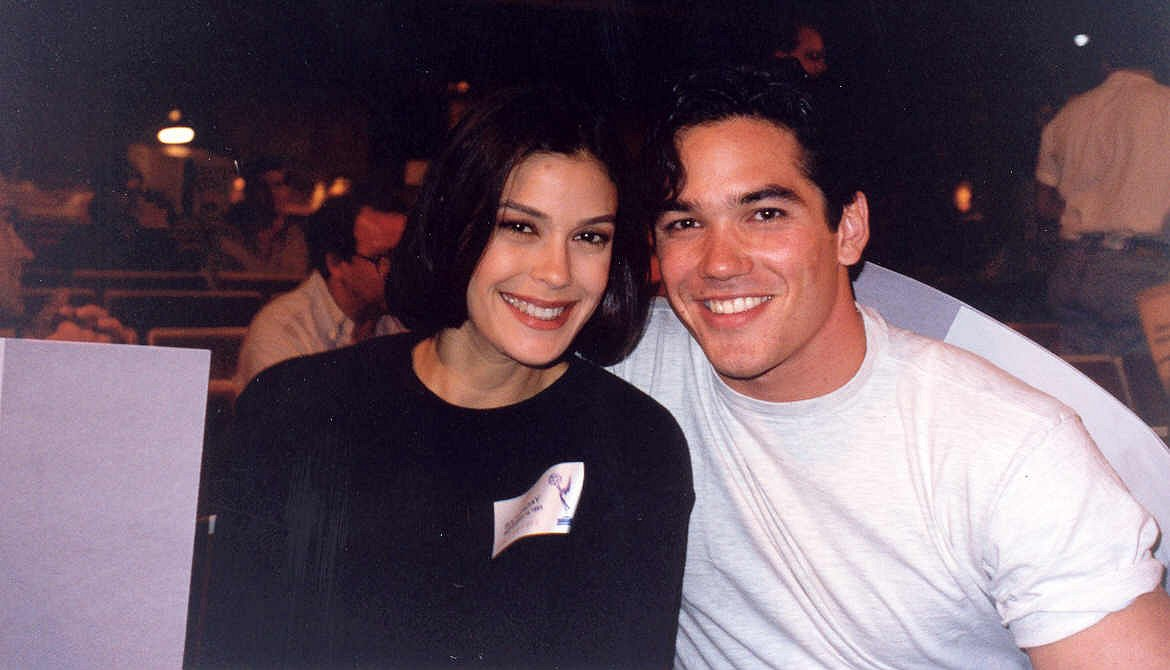
Teri Hatcher y Dean Cain

| Personaje             | Actor/Actriz                                         | Doblaje hispanoamericano                              | Doblaje español          |
| --------------------- | ---------------------------------------------------- | ----------------------------------------------------- | ------------------------ |
| Clark Kent / Superman | Dean Cain                                            | Sergio Gutiérrez Coto                                 | Luis Posada              |
| Lois Lane             | Teri Hatcher                                         | Maru Guzmán                                           | Marta Tamarit            |
| Perry White           | Lane Smith †                                         | Emilio Guerrero                                       |                          |
| Jimmy Olsen           | Michael Landes (1993-1994) Justin Whalin (1994-1997) | Ricardo Tejedo (1993-1994) Eduardo Tejedo (1994-1997) | Àngel de Gracia          |
| Jonathan Kent         | Eddie Jones †                                        | Agustín Sauret                                        | Antonio Gómez de Vicente |
| Martha Kent           | K. Callan                                            | Magda Giner                                           | Marta Martorell          |
| Lex Luthor            | John Shea                                            | Guillermo Sauceda                                     | Antonio García Moral     |
| Narración             |                                                      | Blas García                                           |                          |

## Capítulos

### Primera temporada
| # (serie) | # (temp.) | Título                                  | Director(es)          | Escritor(es)                         | Fecha de emisión original |
| --- | --------- | --------------------------------------- | --------------------- | ------------------------------------ | ------------------------- |
| 1 | 1         | "Pilot"                                 | Robert Butler         | Deborah LeVine                       | 12 de septiembre de 1993  |
| Cuando Lois está celebrando su última gran historia, Clark llega a Metrópolis, todavía tratando de permanecer anónimo. Clark decide que necesita una nueva identidad para cuando salve a las personas, sin revelar que es Clark Kent, y así tener una vida normal. Por lo tanto, su mamá le diseña un traje. Mientras tanto, Lois se escabulle entre la estación espacial para conseguir una exclusiva. Lois le dice a Clark que parece estar envidioso de Superman, y los dos se van en busca de una nueva historia. |           |                                         |                       |                                      |                           |
| 2 | 2         | "Strange Visitor (From Another Planet)" | Randall Zisk          | Bryce Zabel                          | 26 de septiembre de 1993  |
| Un grupo gubernamental, diciendo que tiene permiso judicial, irrumpe en el "Daily Planet", para investigar que saben Lois y Clark sobre Superman. Clark se sorprende al descubrir que "Bureau 39" tiene información sobre su llegada a la Tierra, y les pide a sus padres que le informen más sobre ello; entonces Jonathan les cuenta que en realidad él no había quemado la nave, pero igualmente, esta no está donde él la había escondido. |           |                                         |                       |                                      |                           |
| 3 | 3         | "Neverending Battle"                    | Gene Reynolds         | Daniel Levine                        | 3 de octubre de 1993      |
| El mundo entero quiere encontrar a Superman, incluido Lex Luthor, quien le impone a este una serie de pruebas para descubrir la extensión de sus poderes. De todos modos, Clark y Lois descubren que no son accidentes las cosas que pasan, sino pruebas para Superman; y Clark luego se enoja porque Lois le roba una historia. Clark sospecha de Lex, y entonces va y lo confronta como Superman, pero Lex le dice que mientras Superman permanezca en Metrópolis, gente inocente morirá. Clark decide irse, hasta el momento en que Lois le habla sobre Superman, y entonces decide quedarse. |           |                                         |                       |                                      |                           |
| 4 | 4         | "I'm Looking Through You"               | Mark Sobel            | Deborah Joy LeVine                   | 10 de octubre de 1993     |
| Clark comienza a sentir que el fenómeno de Superman ha salido fuera de control, y que nadie está viendo a Clark. Mientras, un hombre inventa un traje para ser invisible, y comienza a actuar como un "Robin Hood" moderno. |           |                                         |                       |                                      |                           |
| 5 | 5         | "Requiem for a Superhero"               | Randall Zisk          | Robert Killbrew                      | 17 de octubre de 1993     |
| Lois y Clark deben escribir una historia sobre el boxeo, en la que el padre de Lois, (el Dr. Sam Lane) está implicado. Un entrenador le quiere dar información a Lois y es asesinado - por Lex Luthor. Más tarde Lois y Clark van a la oficina de su padre y descubren los archivos médicos de los boxeadores, y también descubren que están construyendo cyborgs - mitad hombres, mitad máquinas -. |           |                                         |                       |                                      |                           |
| 6 | 6         | "I've Got a Crush on You"               | Gene Reynolds         | Thania St. John                      | 24 de octubre de 1993     |
| Lois va disfrazada como mesera - cantante del Metro Club, para infiltrarse a la red criminal que funciona allí, y cuando Clark se preocupa por su seguridad y va también disfrazado, Lois se enoja. |           |                                         |                       |                                      |                           |
| 7 | 7         | "Smart Kids"                            | Robert Singer         | Daniel Levine                        | 31 de octubre de 1993     |
| Cuatro chicos escapan de un reformatorio y sorprenden a Metrópolis tomando el control de los canales de televisión. Su súper inteligencia es causada por una droga diseñada por Luthor. Más tarde los niños descubren que Clark es Superman y él trata de convencerlos de que no lo es. |           |                                         |                       |                                      |                           |
| 8 | 8         | "The Green, Green Glow of Home"         | Les Landau            | Bryce Zabel                          | 14 de noviembre de 1993   |
| Wayne Irig, un amigo de la familia Kent, encuentra kryptonita y la lleva a un laboratorio, y luego los federales se enteran y Bureau 39 toma el control de su granja. Perry manda a investigar a Lois y a Clark el movimiento que hay en Smallville. |           |                                         |                       |                                      |                           |
| 9 | 9         | "The Man of Steel Bars"                 | Robert Butler         | Paris Qualles                        | 21 de noviembre de 1993   |
| Raramente Metrópolis tiene temperaturas altísimas en pleno invierno, y Lex Luthor anuncia que es culpa de Superman, porque este usa sus superpoderes, aunque Lois no cree esto. Cuando Superman usa sus poderes para detener a un criminal, es arrestado temporalmente, y cuando salva a un tren de chocar, causa más calor. |           |                                         |                       |                                      |                           |
| 10 | 10        | "Pheromone, My Lovely"                  | Bill D'Elia           | Deborah Joy LeVine                   | 28 de noviembre de 1993   |
| Para convencer a Lex de la eficacia de su producto y para vengarse por haber sido plantada por él, la científica Miranda, que creó un perfume que libera feromonas, impregna el "Daily Planet". Los efectos de las feromonas son que anula las inhibiciones. Al investigar descubren que el perfume provoca que para uno le sea más atractivo la persona que uno le atrae. |           |                                         |                       |                                      |                           |
| 11 | 11        | "Honeymoon in Metrópolis"               | James A. Contner      | Daniel Levine                        | 12 de diciembre de 1993   |
| Después de que Lois es testigo del asesinato del Dr. Vincent Winninger, Clark actúa como guardaespaldas mientras investigan, un plan encubierto para construir una mina en la selva Brasileña para depósitos de minerales preciosos. El Dr. Winninger había descubierto una planta que podía ser usada para incrementar la virilidad masculina. |           |                                         |                       |                                      |                           |
| 12 | 12        | "All Shook Up"                          | Félix Enríquez Alcala | Bryce Zabel and Jackson Gillis       | 2 de enero de 1994        |
| En una conferencia de prensa se revela que un reciente eclipse es causado por la aproximación de un asteroide. En el camino del asteroide está inevitablemente la Tierra. Superman vuela al espacio, choca contra él, y aparentemente lo destroza. |           |                                         |                       |                                      |                           |
| 13 | 13        | "Witness"                               | Mel Damski            | Bradley Moore                        | 9 de enero de 1994        |
| Mientras se relaja durante el fin de semana en el Lexor Hotel, Lois ve a un diputado aceptando un soborno. Entonces, Perry envía a Lois y a Clark a que se registren como recién casados en el hotel, para investigar. |           |                                         |                       |                                      |                           |
| 14 | 14        | "Illusions of Grandeur"                 | Michael W. Watkins    | Thania St. John                      | 23 de enero de 1994       |
| Alguien está secuestrando a los hijos de la gente rica, para pedir enormes rescates. Raramente, cuando los niños secuestrados son devueltos, no recuerdan nada. Equivocadamente, esta vez se llevaron al hijo de la jardinera de una pareja rica. |           |                                         |                       |                                      |                           |
| 15 | 15        | "The Ides of Metrópolis"                | Philip Sgriccia       | Deborah Joy LeVine                   | 6 de febrero de 1994      |
| Lois ayudada por Clark prueba que Eugene Latterman, un programador de computadoras acusado de matar a Henry Harrison porque Eugene estaba teniendo un amorío con la esposa de Harrison, es inocente. |           |                                         |                       |                                      |                           |
| 16 | 16        | "Foundling"                             | Bill D'Elia           | Daniel Levine                        | 20 de febrero de 1994     |
| Una noche, Clark se despierta en su departamento, y "ve" un mensaje del globo que él encontró con los restos de su nave kryptoniana (recordar Un extraño visitante). El mensaje es de su padre biológico, Jor-El y anuncia ser el primero de cinco. Pero antes de que haya un nuevo mensaje, al día siguiente Clark regresa a su departamento y descubre que alguien robó algunas cosas, incluyendo el globo. El ladrón es un muchacho llamado Jack, que cuando ve el segundo mensaje decide que el globo debe ser muy valioso, y se lo vende a "alguien". Esta persona es Nigel, el asistente de Luthor. Luthor planea conservar el globo en su museo privado y al tener contacto con otros mensajes, aprende más sobre el origen de Superman. Lois y Clark descubren que Jack y su hermano son los ladrones, y Clark descubre que Jack vendió el globo. Clark le dice a Lois que el globo lo había robado del depósito de "Bureau 39", y Lois se enoja porque le ocultó la verdad tanto tiempo. El hermano de Jack llama a Clark y le avisa que Jack fue raptado (por Luthor). Luthor en realidad quiere descubrir de donde provino el globo. De todos modos, Jack no le dice nada. Superman salva a Denny en el museo de Luthor y recupera el globo, pero ahora, Clark y Luthor conocen sobre los orígenes de Superman. Clark descubre que sus padres lo salvaron, y no lo abandonaron. Más tarde, Jack consigue trabajo en el Daily Planet. |           |                                         |                       |                                      |                           |
| 17 | 17        | "The Rival"                             | Michael W. Watkins    | Tony Blake and Paul Jackson          | 27 de febrero de 1994     |
| Una compañera del colegio rival de Lois, Linda King, consigue una exclusiva sobre Superman, y el Metrópolis Star comienza a competir con el "Daily Planet" por historias de bases comunes. Clark pelea con Lois y consigue un trabajo en el Metrópolis Star. |           |                                         |                       |                                      |                           |
| 18 | 18        | "The Double"                            | Randall Zisk          | Deborah Joy LeVine                   | 13 de marzo de 1994       |
| Clark descubre que un Superman impostor está salvando desastres alrededor del mundo. Como Superman, Clark enfrenta al impostor, quien vuela y elude a Superman. El impostor va con su "padre" Lex Luthor. Luthor ha contratado al Dr. Leak, un investigador de clonación, para clonar a Superman usando una muestra robada de su cabello que había sido donada para caridad. |           |                                         |                       |                                      |                           |
| 19 | 19        | "Fly Hard"                              | Philip Sgriccia       | Thania St. John                      | 27 de marzo de 1994       |
| Una noche de fin de semana, en el Daily Planet, Clark, Jack, Perry y Jimmy están trabajando. Lois llega con Luthor, con quien va a salir a una cita. Mientras Jimmy está en el cuarto de suministros, un grupo terrorista irrumpe en la oficina y mantiene a todos como rehenes. |           |                                         |                       |                                      |                           |
| 20 | 20        | "Barbarians at the Planet"              | James Bagdonas        | Daniel Levine and Deborah Joy LeVine | 1 de mayo de 1994         |
| Lex le propone matrimonio a Lois, y ella le dice que lo tiene que pensar. En ese momento, Luthor recibe una llamada de alguien que dice tener kryptonita. Mientras tanto, cuando los empleados del "Daily Planet" comienzan a preocuparse por sus trabajos, ya que hay serios problemas financieros, Lex aparece y compra el periódico. |           |                                         |                       |                                      |                           |
| 21 | 21        | "The House of Luthor"                   | Alan J. Levi          | Daniel Levine                        | 8 de mayo de 1994         |
| Clark, Perry, Jimmy, y Jack (quien escapó de la custodia) comienzan a investigar como fue inculpado Jack, y como fue vendido el periódico. La nueva asistente de Luthor hace una prueba en un banco para verificar que la kryptonita es la correcta. Igualmente, Lois está teniendo dudas sobre casarse y perder a todos sus amigos. Lois le pide a Clark que vaya al casamiento, pero él declina, y le sugiere que chequee cual es el seguro que Luthor tenía para el "Daily Planet". |           |                                         |                       |                                      |                           |

### Segunda temporada
| # (serie) | # (temp.) | Título                      | Director(es)           | Escritor(es)                                | Fecha de Estreno         |
| --- | --------- | --------------------------- | ---------------------- | ------------------------------------------- | ------------------------ |
| 22 | 1         | "Madame Ex"                 | Randall Zisk           | Tony Blake and Paul Jackson                 | 18 de septiembre de 1994 |
| La ex-Mrs. Luthor, Arianna Carlin, ha logrado "crear", mediante una cirugía estética, una mujer que luce idéntica a Lois. Mientras tanto, los sentimientos anti-Superman parecen acrecentarse cada vez más porque no salvó a Lex. Como parte de un siniestro plan, Carlin y la Dra. Gretchen Kelly, la psicóloga de Luthor, han robado el cuerpo de Lex y están tratando de regenerarlo. |           |                             |                        |                                             |                          |
| 23 | 2         | "Wall of Sound"             | Alan J. Levi           | John McNamara                               | 25 de septiembre de 1994 |
| Anticipándose a la nominación de los premios Kerth, Lois invita a Clark para que sea su pareja, pero es Clark quien es nominado. Cuando Lois va al banco, ella y las demás personas caen desvanecidas, y el banco es robado. Cuando se despiertan escuchan un mensaje de la persona estuvo allí. |           |                             |                        |                                             |                          |
| 24 | 3         | "The Source"                | John T. Kretchmer      | Tony Blake and Paul Jackson                 | 2 de octubre de 1994     |
| Un informante, Stuart Hofferman, le dice a Lois que un supuesto accidente de un parque no fue un accidente: Viologic, la compañía que manufacturaba los cambios sabía que estaban defectuosos porque habían escrito un reporte sobre ellos. Después de que el "Daily Planet" es procesado por calumnias, y que la evidencia muestra que el informante anónimo de Lois, Stuart Hofferman, fue asesinado, ella es suspendida del "Daily Planet", lo que le causa una profunda depresión.         |           |                             |                        |                                             |                          |
| 25 | 4         | "The Prankster"             | James Hayman           | Grant Rosenberg                             | 9 de octubre de 1994     |
| En una exposición de arte que el personal del Daily Planet está atendiendo, Lois recibe un regalo de un admirador secreto. Mientras el bromista y su ayudante se roban un diamante. Luego, el bromista le manda a Lois un anillo con el diamante. |           |                             |                        |                                             |                          |
| 26 | 5         | "Church of Metropolis"      | Robert Singer          | John McNamara                               | 23 de octubre de 1994    |
| Cuando Lois y Clark están almorzando en el café del tío de Lois, Mike, Clark ve a un hombre que está preparando una explosión, y Superman detiene el fuego. Mientras esperan la llegada de la policía, Baby Rage, el gánster, le dice a Lois que alguien va a matarla pronto. |           |                             |                        |                                             |                          |
| 27 | 6         | "Operation Blackout"        | Michael W. Watkins     | Kate Boutilier                              | 30 de octubre de 1994    |
| Cuando Lois, Clark y Jimmy van a una demostración de una máquina militar automática, en el Fuerte Truman, un general es asesinado. Su muerte fue planeada por Ryan Wiley y Charles Fain, otro militar, para poder tomar el control de la base. Wiley es un antiguo condiscípulo del colegio de Lois y se había comprometido con una de sus mejores amigas, Molly Flynn. |           |                             |                        |                                             |                          |
| 28 | 7         | "That Old Gang of Mine"     | Lorraine Senna Ferrara | Gene Miller and Karen Kavnar                | 13 de noviembre de 1994  |
| Perry alquila un antiguo auto para una celebración del "Daily Planet", pero es robado por sus dueños originales - Bonnie y Clyde -. Perry envía a Lois y a Clark a investigar. Bobby Bigmouth le dice a Lois y a Clark que Capone está tratando de moverse en un club de juegos ilegal, por eso deben pagar la visita. |           |                             |                        |                                             |                          |
| 29 | 8         | "A Bolt From the Blue"      | Philip Sgriccia        | Kathy McCormick                             | 20 de noviembre de 1994  |
| Cuando Superman es golpeado por un rayo mientras sostiene a un suicida, sus poderes le son transferidos, creando otro superhéroe en Metropolis: Resplendent Man, a veces abusa de sus poderes, y sin vergüenza, cobra por sus servicios. Mientras tanto, la doctora de Lex Luthor, Gretchen Kelly, que accidentalmente observó el incidente de la transferencia de los poderes de Superman, determina transferir los poderes de Resplendent Man a ella misma y al cuerpo de Lex.               |           |                             |                        |                                             |                          |
| 30 | 9         | "Season's Greedings"        | Randall Zisk           | Dean Cain                                   | 4 de diciembre de 1994   |
| Clark planea ir a Smallville para Navidad, mientras Lois quiere redescubrir la magia de la Navidad. Un juguetero y su asistente que fueron despedidos de una compañía de juguetes planean vengarse del mundo, provocando que los niños sean codiciosos, y que los grandes actúen como niños codiciosos. |           |                             |                        |                                             |                          |
| 31 | 10        | "Metallo"                   | James Bagdonas         | Tony Blake, James Crocker, and Paul Jackson | 1 de enero de 1995       |
| Después de que el novio de Lucy Lane, Johnny Corbin es disparado, los hermanos Vale, un par de científicos criminales, lo convierten en un cyborg con la fuerza de Superman y le dan una fuente de poder eterna: la kryptonita. Apodado Metallo, parece ser invencible al vencer a Superman. |           |                             |                        |                                             |                          |
| 32 | 11        | "Chi of Steel"              | James Hayman           | Hillary J. Bader                            | 8 de enero de 1995       |
| Perry White se irrita cuando los ahorros de toda la vida, en inversiones, son robados del Club de hombres por un Robin Hood chino con un chi muy fuerte, el ladrón es capaz de vencer a Superman y puede ser tan poderoso como para matarlo. |           |                             |                        |                                             |                          |
| 33 | 12        | "The Eyes Have It"          | Bill D'Elia            | Kathy McCormick and Grant Rosenberg         | 22 de enero de 1995      |
| Cuando un aparato capaz de transferir datos desde un rayo de luz, a través del ojo, al cerebro accidentalmente va a parar a la casa de Lois, el malvado oftalmólogo Neil Faraday, intentando recuperarlo, primero enceguece a Superman, así puede secuestrar a Lois. |           |                             |                        |                                             |                          |
| 34 | 13        | "The Phoenix"               | Philip Sgriccia        | Tony Blake and Paul Jackson                 | 12 de febrero de 1995    |
| Los experimentos de la Dra. Gretchen Kelly funcionan y Lex Luthor revive, y decide encontrar al abogado que le robó toda su fortuna. De todos modos, su amor por Lois continúa y determina no solo tenerla de vuelta, sino también obtener más kryptonita para matar a Superman. Después de imaginarlo, Clark enfrenta a Lois y le pide una cita. |           |                             |                        |                                             |                          |
| 35 | 14        | "Top Copy"                  | Randall Zisk           | John McNamara                               | 19 de febrero de 1995    |
| La bella y fascinante reportera de TV Diana Stride, que secretamente trabaja para Intergang, como asesina, no solo determina exponer a Superman en su show "Top Copy", sino también quiere matarlo y ve a Clark cuando se cambia a Superman. |           |                             |                        |                                             |                          |
| 36 | 15        | "Return of the Prankster"   | Philip Sgriccia        | Grant Rosenberg                             | 26 de febrero de 1995    |
| El bromista ha escapado de prisión con la ayuda de una cámara con un flash que puede paralizar a las personas e intenta secuestrar al presidente de los Estados Unidos, cuando visite Metropolis. Pero primero, debe hacer que su invención funcione con Superman. |           |                             |                        |                                             |                          |
| 37 | 16        | "Lucky Leon"                | Jim Pohl               | Chris Ruppenthal                            | 12 de marzo de 1995      |
| Jimmy Olsen se convierte en sospechoso de asesinato cuando es la última persona que un hombre ve antes de morir. Después de que Mayson Drake, que está trabajando en el caso de Jimmy, invita a Clark que vaya al teatro con ella, la llena agenda de Lois mágicamente se limpia cuando le anuncia que ella y Clark ya tienen planes. |           |                             |                        |                                             |                          |
| 38 | 17        | "Resurrection"              | Joseph Scanlan         | Gene Miller and Karen Kavner                | 19 de marzo de 1995      |
| Clark lamenta la muerte de Mayson Drake y trata de resolver su asesinato con la ayuda de Lois. El agente de la DEA Dan Scardino cree que su muerte está relacionada con una droga. Lois se siente descuidada porque no habla sobre el tema de la primera cita o el primer beso, y comienza a responder a las insinuaciones que le hace el agente de la DEA Scardino. |           |                             |                        |                                             |                          |
| 39 | 18        | "Tempus Fugitive"           | James Bagdonas         | Jack Weinstein and Lee Hudson               | 26 de marzo de 1995      |
| El novelista de ciencia ficción H. G. Wells llega a Metrópolis buscando la ayuda de Superman para obtener combustible para su máquina del tiempo. Tempus (un hombre que Wells trajo del futuro para probar a sus colegas del siglo XIX que la máquina funcionaba) roba un negocio de armas, y cuando Superman va a calmar al negociante, Tempus aparece y hace que Wells lo lleve a Smallville, de 1966, para matar a Superman cuando era un bebe.                                             |           |                             |                        |                                             |                          |
| 40 | 19        | "Target: Jimmy Olsen!"      | David Jackson          | Tony Blake and Paul Jackson                 | 2 de abril de 1995       |
| Claudette Wilder y su hija, la Dra. Katherine Wilder roban archivos que su marido/padre trabajó años atrás, del doctor Golden, al que matan. Jimmy era uno de los sujetos experimentados en un proyecto. |           |                             |                        |                                             |                          |
| 41 | 20        | "Individual Responsibility" | Alan J. Levi           | Chris Ruppenthal                            | 16 de abril de 1995      |
| Una expedición que busca kryptonita encuentra una de tipo rojo cerca de donde la nave de Superman cayó. Mientras Bill Church Jr. Planea secuestrar a Perry White, Gene Newtrich aparece con la kryptonita roja, pero, como no saben cuáles son los efectos de ésta sobre Superman, deciden hacer una prueba. Luego ven a unos hombres robando un camión de seguridad de un banco, y Superman llega a detenerlos, pero cuando es expuesto a la kryptonita roja, se pone apático, y los deja ir. |           |                             |                        |                                             |                          |
| 42 | 21        | "Whine, Whine, Whine"       | Michael W. Watkins     | Kathy McCormick and John McNamara           | 14 de mayo de 1995       |
| Después de que Clark deja a Lois repentinamente varias veces, porque debe cambiarse a Superman, sin ninguna explicación racional a sus partidas repentinas y Clark cree que ella lo odia. Además, un músico al que Superman salva, lo demanda, porque, según el músico, Superman le lastimó el brazo y no podrá volver a tocar un instrumento. |           |                             |                        |                                             |                          |
| 43 | 22        | "And the Answer Is…"        | Alan J. Levi           | Tony Blake and Paul Jackson                 | 21 de mayo de 1995       |
| Cuando Clark está por decirle a Lois que él es Superman, recibe una llamada de Jace Mazik que dice que sabe su identidad secreta. En el Centennial Park, Lois y Clark están caminando, y, aunque comienza a llover, Clark se arrodilla frente a Lois y le propone matrimonio [Continuará…] |           |                             |                        |                                             |                          |

### Tercera temporada
1. Tenemos mucho de que hablar.
2. Gente común.
3. Contacto.
4. Ojos irlandeses que matan.
5. Juntos al arca de Noé.
6. Una colección muy costosa.
7. Ultra mujer.
8. El súper hijo de Clark.
9. Una raza superior.
10. Virtualmente destruido.
11. El hogar está donde está el corazón.
12. Magia negra.
13. Mi papá es un espía.
14. Una realidad alterna.
15. Y ahora los declaro…
16. Doble peligro.
17. Un cuerpo nuevo.
18. No me olvides.
19. Edipo el patito feo.
20. Un mundo muy pequeño.
21. A través de un oscuro cristal.
22. Las niñas maduras no vuelan.

### Cuarta temporada
1. Un nuevo gobierno.
2. Batalla en la Tierra.
3. Esta vez la boda va en serio.
4. Almas gemelas.
5. Ladrones de juventud.
6. El pueblo contra Lois Lane.
7. Condenada a muerte.
8. Bob y Carol y Lois y Clark.
9. Fantasmas.
10. Detengan a los Press.
11. Navidad con Míster Mxyzptlk.
12. Arma letal.
13. Sexo, mentiras y video.
14. Conozcan a John Doe.
15. Una Lois y dos Clarks.
16. La novia de Superman.
17. Más rápido que una Vixen.
18. Una sombra de duda.
19. Una voz del pasado.
20. Te llevo bajo la piel.
21. El Juguetero.
22. Es hora de tener familia.

## Premios

### Artios Awards Casting Society of America, USA
| Año  | Categoría     | Nominados                                                                         | Resultados |
| ---- | ------------- | --------------------------------------------------------------------------------- | ---------- |
| 1994 | Pilot Casting | “Lois & Clark: The New Adventures of Superman,” Ellie Kanner, Geraldine Leder * * | Nominada   |

### C.A.S Award Cinema Audio Society, USA
| Año  | Categoría           | Nominados | Resultados |
| ---- | ------------------- | --- | ---------- |
| 1994 | Televisión          | "Lois & Clark - The New Adventures Of Superman" 'Pilot' Re-Recording Mixers David E. Fluhr, C.A.S. John B. Asman, C.A.S. Melissa S. Hofmann, C.A.S. Production Mixer Kenn Michael Fuller, C.A.S. | Nominada   |
| 1995 | Televisión - Series | "Lois & Clark - The New Adventures Of Superman" 'Wall Of Sound' Re-Recording Mixers Dan Hiland, C.A.S. Joe Citarella, C.A.S. Production Mixer Kenn Michael Fuller, C.A.S.                        | Nominada   |

### Primetime Emmy Awards
| Año  | Categoría                                                         | Nominados                                                                                    | Productora | Resultado |
| ---- | ----------------------------------------------------------------- | -------------------------------------------------------------------------------------------- | ---------- | --------- |
| 1994 | Outstanding Individual Achievement in Main Title Theme Music      | Lois & Clark: The New Adventures Of Superman Jay Gruska                                      | ABC        | Nominada  |
| 1994 | Outstanding Individual Achievement in Directing in a Drama Series | Lois & Clark: The New Adventures Of Superman Robert Butler                                   | ABC        | Nominada  |
| 1995 | Outstanding Individual Achievement in Costuming for a Series      | Lois & Clark: The New Adventures Of Superman Judith Brewer Curtis Darryl Levine              | ABC        | Nominada  |
| 1995 | Outstanding Sound Mixing for a Drama Series                       | Lois & Clark: The New Adventures Of Superman Joe Citarella Kenn Fuller Dan Hiland            | ABC        | Nominada  |
| 1996 | Outstanding Sound Mixing for a Drama Series                       | Lois & Clark: The New Adventures Of Superman Joseph Citarella Kenn Fuller, C.A.S. Dan Hiland | ABC        | Nominada  |

### Saturn Awards Academy of Science Fiction, Fantasy & Horror Films, USA
| Año  | Categoría              | Nominados                                  | Resultado |
| ---- | ---------------------- | ------------------------------------------ | --------- |
| 1993 | Best Television Series | Lois and Clark: The Adventures of Superman | Ganadora  |

### Young Artist Awards
| Año       | Categoría                                              | Nominados                                                | Resultado |
| --------- | ------------------------------------------------------ | -------------------------------------------------------- | --------- |
| 1992-1993 | Best Youth Actress Guest Starring in a Television Show | Courtney Peldon - "Lois & Clark Adventures of Super Man" | Ganador   |
| 1993-1994 | Best Performance by a Youth Actor - TV Guest Star      | Chris Demetral - "Lois and Clark"                        | Nominado  |